# La leyenda de Lobo
La leyenda de Lobo es una película de tipo documental, del año 1962, que sigue la vida y aventuras de Lobo, un lobo que nació y creció en el suroeste de América del Norte. En esta película no se especifican ni el período de tiempo ni el lugar preciso, en parte debido a que la historia se cuenta tanto desde el punto de vista del narrador como del lobo. No hay diálogos en la película; la única interpretación es a través de una historia-canción compuesta y cantada por el grupo The Sons of the Pioneers, y la narración de Rex Allen. El rodaje tuvo lugar en Sedona, Arizona.
Lobo se basa en la historia Lobo the King of Currumpaw, una historia de lobos de la década de 1890 que describe con toques de ficción vivencias del naturalista Ernest Seton, quien en la vida real era el cazador de recompensas de la historia.

## Argumento
La película comienza cuando Lobo es solo un cachorro de 6 semanas de edad, idéntico a sus hermanos y hermanas. Mientras que su padre El Feroz, se va a la caza de carne para alimentar a su familia, Lobo sigue su olfato directo a su primera aventura, y se cae por un precipicio bajo las madrigueras de sus familiares. Tan pronto como se las arregla para volver a subir, aparece en la escena un puma. Las cosas se ven bastante mal para los lobos, pero tienen un golpe de suerte cuando aparecen unos ganaderos que montan por debajo de la guarida de los lobos, estos disparan contra el puma, que se preparaba para saltar sobre los lobos. El narrador aclara que los ganaderos no están a favor de los lobos, y que los lobos solamente se salvaron porque estaban fuera de su vista. Cuando el padre de Lobo vuelve a la guarida poco después del incidente, este puede percibir el olor tanto del puma como de los ganaderos, y decide emigrar de su guarida con su familia para evitar estos peligros.
Cuando Lobo viaja con su familia en busca de una nueva madriguera, tiene la oportunidad de interactuar con varias criaturas. Su padre se pelea con un tejón por la posesión de una madriguera, y el tejón gana después de un excelente espectáculo. En algún momento Lobo se aleja de su familia mientras esta se traslada; mientras Lobo va solo, se hace amigo de una tortuga, mastica a un armadillo, y es acorralado por una serpiente de cascabel cuando afortunadamente sus padres finalmente llegan a rescatarlo. Cuando Lobo comienza a crecer, también forma una inusual amistad con un joven antílope aunque solo por un tiempo.
Cuando Lobo cumple 6 meses de edad, empieza a cazar con toda la familia. Pero en lugar de búfalo, las presas más habituales de los lobos son los rebaños de ganado mientras son empujados a través del desierto. Los ganaderos buscan vengarse de los lobos, y finalmente matan a los padres de Lobo.  Luego Llega el invierno, y Lobo tiene que moverse por su cuenta por primera vez en su vida.
En primavera, Lobo se une a una nueva manada, allí derrota a su líder, y se encuentra a una compañera. Él y su manada continúan haciendo presa al ganado, que ha sustituido a los búfalos, pero es lo suficientemente prudente para evitar todas las trampas de los ganaderos, que en su ira utilizan los servicios de los caza-recompensas, que están en busca de su captura o de su muerte. Cuando llega el momento de que su manada se separe para aparearse y criar a sus cachorros, Lobo y su compañera deben encontrar un lugar seguro, es así como se encuentran con una guarida única, en una vivienda abandonada a la que sólo se puede acceder por un precario árbol que sirve de puente.
Mientras que Lobo sigue nutriéndose de los ganados de la región, las acciones de los ganaderos contra él se intensifican. Es así como un cazador profesional proveniente de Texas lleva a su jauría de perros de rastreo (varios sabuesos como un Coonhound un Coonhound negro y bronce, un Redbone coonhound y un Treeing Walker Coonhound) y su perro lobo asesino para atrapar a los lobos, primero le tiende una trampa a Lobo, pero atrapa a la compañera, entonces tras algunos contratiempos, Lobo consigue reunir a su manada y va al rescate de su compañera. En un gran encuentro final, Lobo y su manada consiguen vencer al cazador y rescatar a la pareja de Lobo, pero a pesar de la dramática victoria, Lobo se da cuenta de algo, y hace lo mismo que hizo su padre, la humanidad ha invadido y llegado demasiado lejos en el territorio que solía ser suyo, y su mejor curso de acción es la búsqueda de un nuevo hogar. La película termina cuando Lobo y su manada, migran a través de las llanuras en busca de un nuevo hogar.